# Nybble, Väderstads socken

Nybble är en gård från åtminstone 1642 i Väderstads socken, Göstrings härad. Den bestod av 1 mantal. 

## Ägare och boende

### Nybble 1
| Period    | Namn                   | Levnadstid | Övrigt                       |
| --------- | ---------------------- | ---------- | ---------------------------- |
| 1642-1655 | Olof Olofsson Fredling | -1655      |                              |
| 1656-1679 | Karin Persdotter       |            |                              |
| 1680-1685 | Carl Olofsson          |            |                              |
| 1686-1690 | Måns                   |            |                              |
| 1691-1706 | Carl Olofsson Fredling |            |                              |
| 1707-1711 | Olof Larsson           |            |                              |
| 1721      | Anders Tyrsson         |            |                              |
| 1751-1787 | Håkan Andersson        |            |                              |
| 1771-1824 | Jöns Håkansson         | 1745-      | Rusthållare och riksdagsman. |
| 1809-1846 | Magnus Jönsson         | 1788-1846  | Rusthållare.                 |

### Nybble 2
| Period    | Namn              | Levnadstid | Övrigt       |
| --------- | ----------------- | ---------- | ------------ |
| 1751-1771 | Jonas Carlsson    |            |              |
| 1784-1786 | Peter Lennartsson |            |              |
| 1787-1791 | Peter Nilsson     |            |              |
| 1793-1801 | Johan Jonsson     | 1769-      | Bonde        |
| 1806-1840 | Olof Svensson     | 1783-1840  | Rusthållare. |